# Stranger in Us All
| 전문가 평가                      | 전문가 평가 |
| 평가 점수                        | 평가 점수   |
| 출처                             | 점수        |
| -------------------------------- | ----------- |
| AllMusic                         | [ 2 ]       |
| Collector's Guide to Heavy Metal | 6/10        |

《Stranger in Us All》은 영국의 하드 록 밴드 레인보우의 여덟 번째 스튜디오 음반으로, 1995년 9월 11일, RCA 레코드를 통해 발매되었다. 이 음반은 밴드의 12년 만의 첫 스튜디오 음반이었으며, 원래는 블랙모어의 솔로 음반으로 기획되었지만 BMG의 압력으로 인해 리치 블랙모어스 레인보우라는 이름으로 발매되었다. 이에 따라 그는 자신과 당시 무명이었던 네 명의 뮤지션으로 구성된 새로운 라인업을 구성하게 되었는데, 보컬리스트 두기 화이트, 베이시스트 그렉 스미스, 키보디스트 폴 모리스, 드러머 존 오릴리가 참여하였다.
블랙모어는 이후 다른 음악 스타일을 추구하기로 결정하고 그의 동반자 캔디스 나이트와 함께 블랙모어스 나이트를 결성하였다. 이에 따라 《Stranger in Us All》은 그가 20년간 록 아티스트로서 남긴 마지막 녹음이 되었으며, 이후 2016년 레인보우의 재결성을 통해 새로운 싱글들을 발표하기 전까지 록 음악 활동을 중단했다. 음반 제목은 곡 〈Black Masquerade〉의 가사에서 따왔다.
1990년대 중반 포스트 그런지 시대에 발매된 이 음반은 이전 음반들과 같은 비평적·상업적 성공을 거두지 못했으며, 크게 홍보되지도 않았다. 그러나 특히 유럽과 일본에서는 어느 정도의 성공을 거두었다.

## 홍보
음반의 많은 곡들은 밴드의 라이브 콘서트 세트리스트에 포함되었다. 투어에는 드러머 존 오릴리가 참여하지 않았으며, 대신 과거 레인보우에서 활동했던 척 버기가 복귀하였다. 이후 1997년 2월부터 5월까지 진행된 미국 공연에서는 존 미첼리가 드러머로 합류하였으며, 덴마크 공연 한 차례에도 함께했다. 1995년 10월 9일, 독일 뒤셀도르프 필립스할레에서 독일 TV 프로그램 《록팔라스트》를 위해 녹화된 라이브 공연은 2013년 《Black Masquerade》라는 DVD로 발매되었다.
2008년과 2009년에는 레인보우의 전 멤버들이 참여한 밴드 오버 더 레인보우가 해당 음반의 일부 곡들을 라이브로 연주하였다. 이 라인업에는 1995년 레인보우에서 활동했던 그렉 스미스와 폴 모리스가 포함되어 있었다.
보컬리스트 두기 화이트 또한 해당 곡들을 간헐적으로 라이브로 선보였으며, 2004년에는 화이트 노이즈라는 밴드와 함께, 2010년에는 아르헨티나 밴드 라타 블랑카와 함께 공연하였다. 화이트 노이즈의 공식 DVD인 《In the Hall of the Mountain King》은 2004년에 발매되었다. 곡 〈Ariel〉은 2007년 블랙모어스 나이트의 《Paris Moon》 투어에서 라이브로 연주되기도 하였다.

## 곡 목록
| #   | 제목                              | 작사·작곡                                 | 재생 시간 |
| --- | --------------------------------- | ----------------------------------------- | --------- |
| 1.  | 〈Wolf to the Moon〉              | 리치 블랙모어, 두기 화이트, 캔디스 나이트 | 4:16      |
| 2.  | 〈Cold Hearted Woman〉            | 블랙모어, 화이트                          | 4:31      |
| 3.  | 〈Hunting Humans (Insatiable)〉   | 블랙모어, 화이트                          | 5:45      |
| 4.  | 〈Stand and Fight〉               | 블랙모어, 화이트                          | 5:22      |
| 5.  | 〈Ariel〉                         | 블랙모어, 나이트                          | 5:39      |
| 6.  | 〈Too Late for Tears〉            | 블랙모어, 화이트, 팻 레이건               | 4:00      |
| 7.  | 〈Black Masquerade〉              | 블랙모어, 폴 모리스, 화이트, 나이트       | 5:35      |
| 8.  | 〈Silence〉                       | 블랙모어, 화이트                          | 4:04      |
| 9.  | 〈Hall of the Mountain King〉     | 에드바르 그리그, 나이트                   | 5:34      |
| 10. | 〈Still I'm Sad〉 (야드버즈 커버) | 폴 샘웰스미스, 짐 매카티                  | 5:22      |

## 인증
| 국가                       | 인증 | 판매량/출하량 |
| -------------------------- | ---- | ------------- |
| 일본 (RIAJ)                | 골드 | 100,000^      |
| ^출하량을 기반으로 한 인증 |      |               |